# V365 Возничего
V365 Возничего (лат. V365 Aurigae) — двойная затменная переменная звезда типа Алголя (EA) в созвездии Возничего на расстоянии приблизительно 7336 световых лет (около 2249 парсеков) от Солнца. Видимая звёздная величина звезды — от +15,1m до +13,8m. Орбитальный период — около 1,0209 суток.

## Характеристики
Первый компонент — жёлтая звезда спектрального класса G. Радиус — около 2,86 солнечных, светимость — около 7,201 солнечных. Эффективная температура — около 5592 К.